# Nicolas Dumayet
Nicolas Dumayet (Boulogne-Billancourt, 24 de julio de 1950 - Béziers, 12 de enero de 2011) fue actor y director teatral de nacionalidad francesa. 
Hijo del guionista y escritor Pierre Dumayet y de la pintora Françoise Dumayet, se encuentra enterrado en el Cementerio de Bages.

## Filmografía
- 1971: Mourir d'aimer, de André Cayatte.
- 1978: Claudine à Paris, de Édouard Molinaro.
- 1978: Médecins de nuit, de Philippe Lefebvre, episodio Alpha.
- 1979: Les amours de la belle époque (serie TV), de Bernard Roland.
- 1980: Les Amours des années folles (serie TV), de Stéphane Bertin.
- 1980: La Faute, de André Cayatte.
- 1981: Family Rock, de José Pinheiro.
- 1982: Les Cinq Dernières Minutes, de Claude Loursais, episodio Les pièges.
- 1983: La vie est un roman, de Alain Resnais.
- 1984: Train d'enfer, de Roger Hanin.

## Director teatral
- 1981 : Lady Ablogues, de Roland Dubillard